# Idioma español en la India
El español en la India ha estado ganando popularidad en las últimas décadas. El Instituto Cervantes, encargado de la promoción internacional de la enseñanza de la lengua castellana o española, posee su único centro en la India, ubicado en su ciudad capital, Nueva Delhi.

## El aprendizaje
El español ha tenido poca difusión en la India, debido a la hegemonía del inglés. Esto se debe a la vinculación histórica que tiene con el Reino Unido. Sin embargo, el centro ha visto un crecimiento de número de matrículas debido al gran interés por aprender el idioma de Cervantes. Una atracción que sigue sumando gracias a la mayor proyección mundial y a la penetración de algunas compañías españolas y/o hispanoamericanas en territorio indio. Los estudiantes de español en la India, se deben mayoritariamente a los intereses empresariales, como también a la nueva ola de emigración hacia España, Hispanoamérica y Filipinas. Otros lo estudian porque se sienten atraídos por la cultura española y/o también por la hispanoamericana. Además, desde la India, se considera el manejo del idioma español como una vía de acceso primordial al mercado iberoamericano.
Últimamente, algunos países de Hispanoamérica, han recibido inmigrantes indios, muchos de ellos dedicados al comercio, al turismo y a los negocios empresariales. Si bien algunos de ellos ya han estado aprendiendo a comunicarse en español para instalarse en diferentes países.

## Historia
Hay que recordar históricamente que el español también se habló en la India, el primero fue con el primer encuentro de la India con España, que tuvo lugar primeramente el 6 de mayo de 1542 y más adelante entre el 24 de enero y el 18 de febrero de 1552, con la llegada del misionero jesuita Francisco Javier y otros misioneros españoles. Instalándose principalmente en Cochín y Goa, esta última que fue la capital de la India portuguesa, bajo soberanía del imperio portugués. Allí Francisco Javier, preparó un texto divulgativo basado en el catecismo de Juan Barros y comenzó a predicar la doctrina católica, a la vez que asistió en visitar a moribundos, presos y socorre a pobres.
Para lograr un acercamiento más intenso se dedica también en aprender la lengua del país. Tras rechazar el puesto de director del seminario de San Pablo, que se embarcó, en octubre de 1542, para las islas de la Pesquería, donde permaneció más de un año.
El segundo fue desde 1580 hasta 1640, en su momento en que el español se habló junto con el portugués y lenguas nativas indostánicas. En la que se estableció la Unión Ibérica (o Unión de las Coronas), o según definición de la época "Unión de los reinos españoles", o de España (siendo los reinos españoles la Corona de Aragón, Castilla y Portugal). Tras la incorporación de Portugal a España, el imperio español ejerció también derechos sobre los territorios del imperio portugués en Asia, incluyendo los enclaves costeros de la India. Aparte de que el imperio español poseía pretensiones importantes como Macao (China), Nagasaki (Japón), Malaca (Malasia) y en las islas Molucas en Indonesia, los territorios de la India portuguesa, como su capital Goa, los enclaves costeros de Damán, Diu y la isla de Angediva, también fueron los puntos importantes en la que España gobernó.

## La literatura española en la India
Las traducciones directas de las literaturas clásicas española e hispanoamericana, incluyendo en menor medida la filipina, suelen ser en realidad retraducciones desde el inglés. Hay versiones del Quijote desde el inglés en hindi, bengalí, marathi, tamil y cachemir, y versiones extractadas en asamés, canarés, malabar, oriya, panyabí, sánscrito, télugu, urdu y guyaratí. El arte y la literatura hispanoamericana moderna son bien conocidos; Vibha Maurya es doctora en Literatura Hispanoamericana y catedrática y profesora de Estudios Hispánicos en la Universidad de Delhi y ha traducido a Julián Marías, Javier Marías y Juan Benet, además del Quijote de forma directa por primera vez al hindi.